# NP-Markt
NP. (zuvor NP Discount, NP vormals für Niedrig-Preis) ist ein Lebensmitteldiscounter mit dem Verbreitungsgebiet in Norddeutschland. Als Vertriebslinie der Edeka Minden-Hannover hat NP ihren Hauptsitz in der ostwestfälischen Stadt Minden in Nordrhein-Westfalen.

## Unternehmen

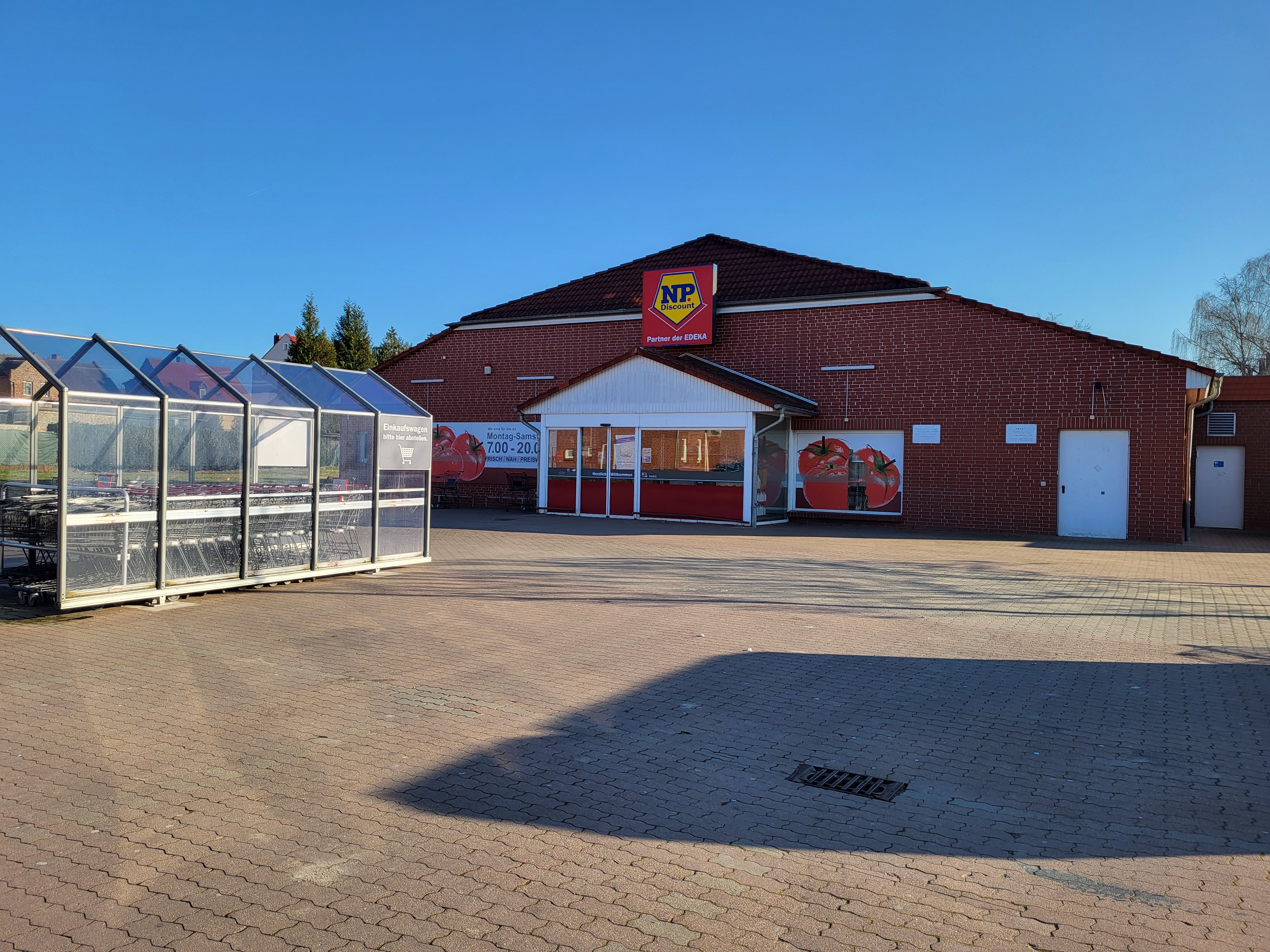
NP-Markt in Löderburg

NP betreibt ca. 120 Filialen in Eigenregie (Stand 07/2025)als Tochtergesellschaft der Edeka Minden-Hannover und vertreibt im Gegensatz zum Netto Marken-Discount, der bundesweiten Edeka-Discounter-Tochter, auch Produkte der Discountproduktreihe Gut und Günstig.
Die Zahl der Beschäftigten liegt bei rund 1200.
2010 änderte NP das Logo in ein unten rot berandetes gelbes Wappen, in dem der NP-Schriftzug mit einem Punkt endet. Zeitgleich änderte man den Markenauftritt. So entfiel der Begriff Niedrig-Preis und die offizielle Bezeichnung lautet seither NP Discount. 2018 führte man das derzeitige Logo ein; das Wappen entfiel dabei ersatzlos, ebenso wie der Zusatz Discount.
Bis 2026 soll die Vertriebslinie komplett in Edeka und nah & gut aufgehen. Bereits seit Februar 2023 leitet np.de zur Marktsuche von Edeka weiter.

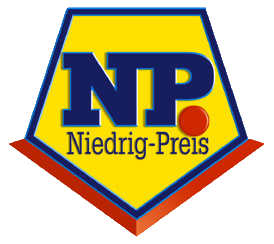
Das Logo von NP. Niedrig-Preis bis 2010
Das Logo von NP. Discount bis 2018
Das heutige NP.-Logo

## Struktur
Die NP-Discount-Filialen befinden sich ausschließlich im Verbreitungsgebiet der Edeka Minden-Hannover, das in Norddeutschland von der niederländischen Grenze im Westen bis zur polnischen Grenze im Osten reicht.

## Kundenkarte
NP Discount führte 2009 eine Kundenkarte ein, da die Teilnahme an der DeutschlandCard verwehrt wurde. Am 1. Februar 2021 wurde die NP-Kundenkarte abgeschaltet und durch die DeutschlandCard ersetzt. Am 1. Januar 2025 wechselte NP ebenfalls auf Payback und beendete somit die Zusammenarbeit mit DeutschlandCard.
Bei Vorzeigen und Einscannen der Kundenkarte erhielt der Kunde einen sofortigen Rabatt in Höhe von 0,5 % auf jeden Artikel ab 1 Euro. Der Betrag wurde kaufmännisch gerundet. Ausgeschlossen waren Artikel mit gebundenen Preisen wie Print-, Tabak- oder Guthabenartikel.
Wöchentlich wurden auch Produkte zum exklusiven NP-Kundenkarten-Preis im Prospekt angeboten. Die Teilnahme an gelegentlichen Gewinnspielen war ebenso möglich.
Das Besondere an der NP-Kundenkarte war zudem, dass diese komplett anonym war. Sie beinhaltete lediglich einen Barcode zum Scannen und konnte direkt ohne Angaben von Daten an der Kasse entgegengenommen werden.